# Lara Schmidt (Synchronsprecherin)
Lara Schmidt (* 2. Mai 1999 in Neuhaus am Rennweg) ist eine deutsche Synchronsprecherin, Werbesprecherin und Social-Media-Managerin.

## Synchronisation (Auswahl)

### Serien
- 2019: Mirio Togata (jung) in My Hero Academia
- 2020: Xia Minsheng in The Misfit of Demon King Academy
- 2020: Sirius / Raphael (jung) in My Next Life As A Villainess: Wie überlebe ich in einem Dating-Game?
- 2020: Kumakyu in Kuma Kuma Kuma Bear
- 2021: Schwarzes Milchsäurebakterium in Cells at Work!!
- 2021: Blutplättchen in Cells at Work! Black
- 2021: Tomura Shigaraki (jung) in My Hero Academia
- 2022: Hikage Miyakawa in Lucky Star
- 2022: Toko in One Piece
- 2022: Lanterby in Food Wars: The Fifth Plate
- 2023: Takechiyo in Yashahime: Princess Half-Demon
- 2023: Maria / Elu in Sacrifice to the King of Beasts
- 2023: Cyn / Absolute Solver in Murder Drones

### Filme
- 2017: Iona in Pin Cushion
- 2019: Wendy in Body at Brighton Rock
- 2021: Kuzuya (jung) in Planetarian: Storyteller of the Stars
- 2021: Pino in My Hero Academia: World Heroes’ Mission